# Fillokládium

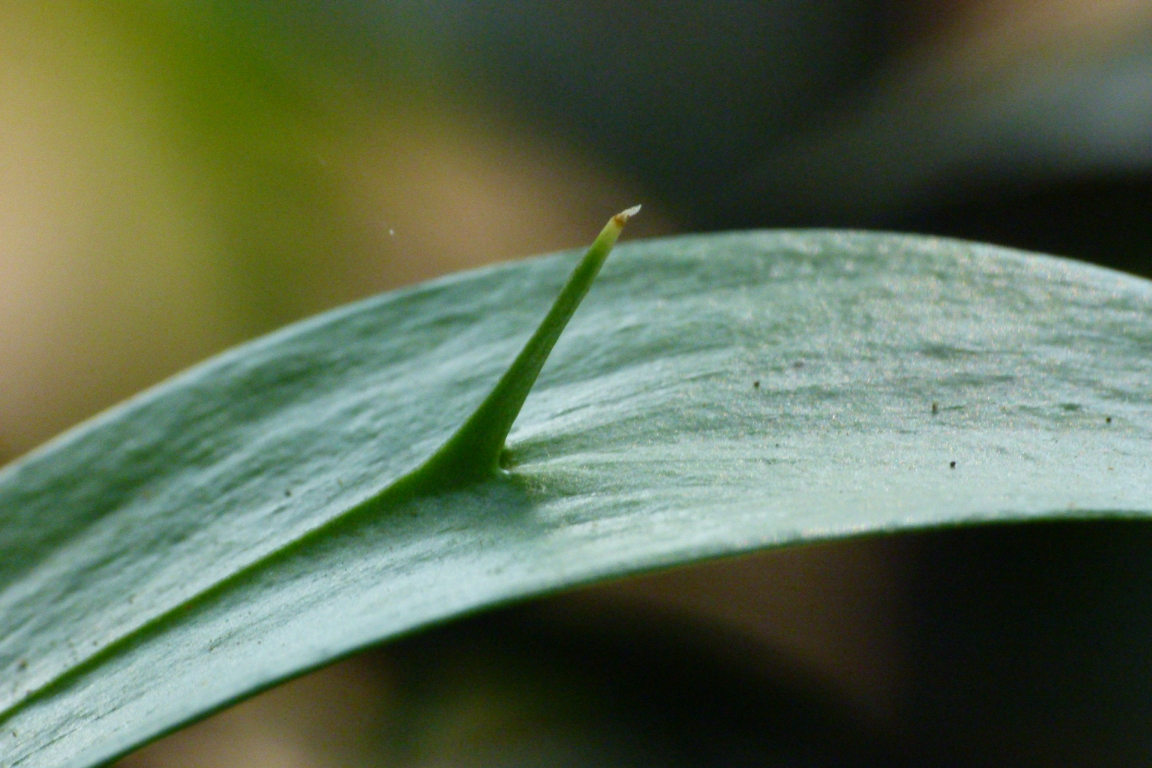
Lónyelvű csodabogyó fillokládiuma

A fillokládium olyan, lemezes szerkezetű, klorofilltartalmú hajtás, amely a lomblevelekhez hasonlóan asszimilál és párologtat. Sajátos szerkezetének fő szerepe éppen a párologtatás csökkentése, ezért főleg egyes szárazságtűrő növényekre, az
- akácia (Acacia),
- csodabogyó (Ruscus),
- spárga (Asparagus)

nemzetség ilyen fajaira jellemző.
A fillokládiumon az egyéb hajtásokhoz hasonlóan (kis, pikkelyes) levelek, virágok és termések nőhetnek.

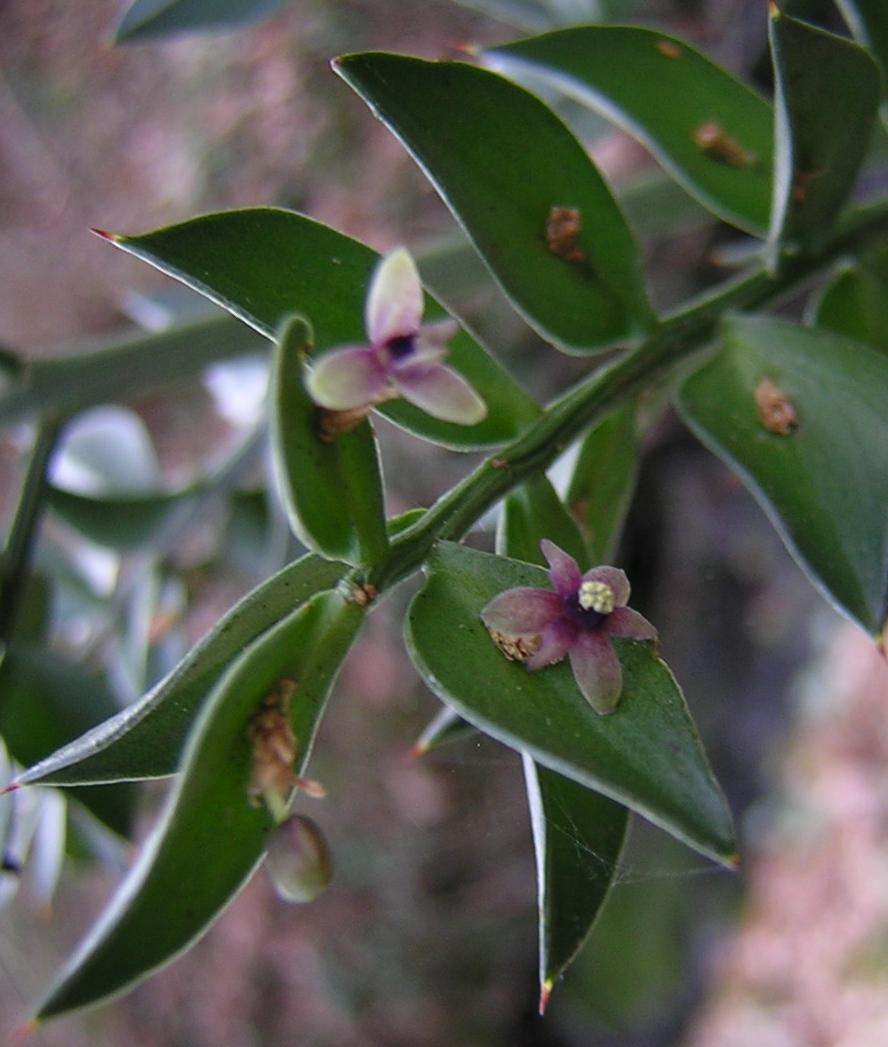
Lónyelvű csodabogyó virága, amely a levélszerű szárképlet (fillokládium) közepéből nőtt ki